# KkStB 329 sorozat
A kkStB 329 sorozatú gőzmozdonyai személy-, illetve később tehervonati mozdonyok voltak. Ezt a típust a MÁV is beszerezte IIIt. osztályjelzéssel, majd 1911-ben  jelölésüket 323 sorozatra változtatta.

## Létrejötte
A Császári és Királyi Osztrák Államvasutak (kkStB) számos olyan vasútvonallal rendelkezett, ahol a vonatok legnagyobb sebessége a 70–75 km-es óránkénti sebességet nem lépte túl, viszont a gyakran megálló személy-, de a gyorsvonatok továbbítására egyre kevésbé feleltek meg a két kapcsolt kerékpárú, leginkább 2'B tengelyelrendezésű mozdonyok. A „6-os sorozatok”, azaz a 6, 106 és 206 sorozatú mozdonyok 800–900 lóerős kazánteljesítménye ugyan elegendő lett volna, de a két kapcsolt kerékpár által biztosított tapadási vonóerő már kevésnek bizonyult. Ausztriában a Karl Gölsdorf megalkotta kkStB 110 sorozatú mozdonyok üzembe állításával kedvező tapasztalatokat szereztek az 1'C1' tengelyelrendezésű (azaz „Prairie” típusú) szerkocsis mozdonyokkal. Azonban a 110 sorozat 1600 lóereje e vonalakra túl nagy lett volna és ezért, valamint nagy vonóerőt biztosító négyhengeres gépezetük miatt nem üzemelhettek volna gazdaságosan. Emiatt egy új, kisebb teljesítményű mozdony tervezése vált szükségessé.
Ebben az időben kezdték el sorozatban építeni a 229 sorozatú szintén „Prairie” típusú, de szertartályos kivitelű helyi személyvonati mozdonyokat. Mivel az új szerkocsis mozdonyhoz Gölsdorf ennek a típusnak a futóművét, valamint gépezetének elemeit és vezérlését vette át, az osztrák számozási rendszer szerint a 329 sorozatjelet kapta.
Az első két mozdony 1907-ben készült el a Floridsdorfi Mozdonygyárban és a 329.01–02 pályaszámokon állt forgalomba. A próbamenetek során 90–100 km/h sebesség mellett is nyugodtan futottak, ez egyik mozdony pedig 10‰-es emelkedőn egy 313 tonnás vonatot 42–45 km/órás sebességgel továbbított. Az első két 329-est ezután az emelkedőkkel tarkított Görz–Assling vonal személyvonatainak továbbítására osztották be.
A mozdonyok a Monarchiában ekkor kötelező módon hadijelet is kaptak, mely a típus esetén a   {\displaystyle {\tfrac {\mathrm {III\ 425} }{\mathrm {A} _{1}}}}  volt.

## Szerkezete
A 329 sorozatú mozdonyok tehát belső keretes, 1'C1' tengelyelrendezésű, azaz három, a keretbe ágyazott kapcsolt kerékpárral, valamint előttük és mögöttük egy-egy, a pályaívekbe beállni képes futókerékpárral készült kéthengeres kompaund, szerkocsis gőzmozdonyok voltak.

### Kazán
A 229-estől származó futómű a szén- és víztartályok elhagyása miatt lényegesen nagyobb teljesítményű kazán alkalmazására nyílt lehetőség. A 15 és 16 mm-es lemezekből álló porosz-, más néven Becker-rendszerű állókazánt a keretek fölé emelve, de a hátsó kapcsolt tengely kerekei között helyezték el, így szélessége alul néhány cm-rel keskenyebb, alig 1,06 m széles volt. A kellő rostélyfelület miatt így a rostély igen hosszú lett: 2,86 méterével például MÁV összes mozdonyáét meghaladta. Bár a hosszú állókazán a tűzszekrény felületét előnyösen megnövelte, a tüzelés szempontjából a rostélyhossz már nem volt kedvező. A rostély három részből áll, első része buktatható, az esése 1/6. A hamuláda elejére és fenekére csappantyúkat szereltek, melyek közül az elöl lévőket a mozdonysátorból rudazattal lehetett működtetni. Az állókazán hátfala a tömegcsökkentés miatt a függőlegestől eltérő szögben előre hajlott, a tüzelőajtó Marek-rendszerű volt.
A 4633 mm hosszúságú és 1,5 m átmérőjű hosszkazánt három, 15, 18, 20 és 26 mm-es folytvas lemezekből álló övből szegecselték össze; a tengelye (középvonala) a sínkorona fölött 2,8 m magasan helyezkedett. A kazánt a szokásos módon a füstszekrény alatt, a füstszekrénytartónál rögzítették a kerethez, így hátrafelé dilatálhatott. Az osztrák mozdonyoknál szokásos módon a harmadik kazánövön, a második kapcsolt tengely vonalában helyezték el a gőzdómot. A gőzdómból cső vezetett az állókazán hátfalán kialakított szerelvényfejhez és a lövettyűkhöz is. A kazánba 218 darab 46/51 mm átmérőjű, 4,4 méter hosszú folytvas tűzcsövet építettek. A tűzcsövek azonban nem teljes hosszukban voltak gőztermelő csövek, hanem azokat egy harmadik, az elülső mögött 1,3 méterre lévő csőfal két részre osztotta. A hátulsó csőfalközben a tűzcsöveket a szokásos módon víz borította, az elöli térbe azonban a gőzdómban összegyűlt telített gőz került, melynek hőmérsékletét a tűzcsövekben áramló füstgáz kb. 30–40 °C-kal megemelte, nedvességtartalmát csökkentette. Ez volt az úgynevezett Gölsdorf–Clench-rendszerű gőzszárító. Ezt az elülső teret egy (a hosszkazán-hasfalig le nem érő) függőleges válaszfal két részre osztotta, melyek között alul a gőz szabadon áramolhatott. A gőzszárító tetején két nagyméretű, fedelekkel elzárt búvónyílást alakítottak ki, az elsőt a gőzszabályozó szereléséhez, a hátsót a tűzcsövek vizsgálatához, javításához. A gőzszárító kiömlőterében helyezték el a függőleges tolattyútükörrel készült kettős síktolattyús gőzszabályzót, melynek szabályozó rudazatát a kazánon kívül, a hosszkazán jobb oldalán vezették el. A gőzdómba vízelválasztót építettek. A magyar mozdonyoknál szokásos méreteknél rövidebb, nem egészen 1,3 m hosszú füstszekrényben helyezték el az amerikai rendszerű szikrafogót. A gőzfúvó csappantyús kivitelű volt. A kúpos alakú kémény 608 mm hosszú, átmérője alul 400 mm felül 460 mm volt. A füstszekrényajtó az osztrák mozdonyokra jellemző kétszárnyú kivitelben készült. A kazánt 2 db Friedmann-rendszerű SZ. osztályú nem szívó, ún. „restarting” frissgőz-lövettyű táplálta vízzel, melyek közül a bal oldalinak 9, a jobb oldalinak 10 mm-es furata volt. A bal oldali lövettyű tápcsövéből ágazott ki a szénlocsoló, míg jobb oldali lövettyűtől a hamuszekrény-locsoló indult ki. A gőzszárító hátsó búvónyílás-fedelére 2 db Coale-rendszerű közvetlen rugóterhelésű biztonsági szelepet szereltek, melyek a harmadik példánytól kezdve a gőzdóm tetejére kerültek át.

### Gépezet
A két, kereten kívül elhelyezett gőzhenger a 229 sorozatú mozdonyoknál alkalmazottal azonos módon a kapcsolt kerékpárok közül a másodikat hajtotta. A gőzhengerek lökete (mely egyébként szintén megegyezett a 229 sorozatéval) szokatlanul nagy, 720 mm volt annak érdekében, hogy a hengerek és a dugattyúk kisebb tömegűek lehessenek A kompaund mozdonyoknál a megszokott módon a nagynyomású hengert a keret jobb, míg a kisnyomásút a bal oldalára szerelték.  A  magyar mozdonyoknál szokásostól eltérően jobb oldali forgattyút a bal oldalihoz képest 90°-kal hátrébb ékelték a kerékpártengelyre. A dugattyúrúd átmenő rendszerű volt; elöl a rúdvezeték nyitott hüvelyben futott. A nagynyomású henger dugattyú- és tolattyúrúdjának tömszelencéi Huhn-rendszerű ólmos tömítéssel készültek. A keresztfejek kétvezetékesek voltak. A hajtó- és csatlórudak I alakú keresztmetszettel készültek.
A nagynyomású gőzhenger öntvényén a kiömlőcsőre légszeleppel kombinált nyomásredukáló szelepet szereltek.  A mozdonyok gépezetét Gölsdorf-rendszerű indítókészülékkel is ellátták. A hengerek legnagyobb töltése mindkét irányban 82% volt.
A gőzhengerek külső beömlésű kagylós tolattyúkkal készültek, melyeket ellenforgattyús Heusinger–Walschaert-rendszerű vezérművek szabályoztak. A tolattyúk közül a nagynyomású 310×472, a kisnyomású 292×605 mm-es méretű volt. A nagynyomású tolattyúja 7 mm-s negatív belső és 35 mm külső, míg kisnyomású tolattyúja 5 mm-es negatív belső és 26 mm külső túlfedéssel készült. Az ellenforgattyú előremenetben a forgattyút közel 90°-kal megelőzi, más szóval a forgattyúhoz képest előresietőként ékelték föl.  A kormányvonórudat kormánycsavarral szabályozták. A vezérmű azonos volt 229 sorozatéval.

### Keret, futómű, mozdonysátor
A 329-esek futóműve tehát 229 sorozattól származik, így tengelytávolságai és kerékátmérői is azonosak. A mozdony 1614 mm futókör-átmérőjű kapcsolt- és 870 mm átmérőjű futókerékpárokkal készültek. A hajtott tengely 3%-os nikkelacélból, míg a kapcsolt- és futótengelyek folytacélból készültek. A hajtott- és a kapcsolt kerékpárok tengelyeit a tengelyvonalban teljesen átfúrták. A hajtott tengelyágy-vezetékeket és a csapágyakat egyedi, olajjal átitatott kenőgyapot-, a futótengelyekét kenőpárnás kenéssel látták el. A belső elrendezésű, szegecseléssel készült keret két, egymástól 1,17 m távolságban lévő 27 mm vastag Martin-folytvaslemez hossztartóból állt, melyeket elöl a mellgerenda, hátul a kapocsszekrény kötött össze. A tengelyágytokok keretkivágásait acélöntésű ágyvezetékek merevítették, valamint a keretlemezeknek a kivágásoknál lévő nyúlványait alul összekötő ún. kötővasak fogták össze. Az ágytokok kopásai húzóékekkel után-állíthatóak voltak. A mozdony jellegzetes gölsdorfi stílusjegye volt a masszív oldaljárda. A kapcsolt tengelyek távolsága a keretben eltérő: az első két tengely között 1,8, a hátsó kettő között 2,2 méteres értékű volt. Az ívben futás megkönnyítésére a hajtótengely nyomkarimáját vékonyabbra esztergálták. A futótengelyeket Adams-rendszerű beálló tengelyekként képezték ki, melyek 1,65 méter sugáron tengelyirányban 57½–57½ (első futótengely), illetve 50–50 mm-t (hátsó futótengely mozdulhattak el. A beállótengelyek a hazai mozdonyoktól eltérően és az osztrák szokásoknak megfelelően visszaterelő rugók nélkül készültek. A harmadik kapcsolt kerékpár rugóit kivéve valamennyi hordrugót a tengelyek fölött helyezték el. Az első futó- és az első kapcsolt-, illetve a hátsó két kapcsolt kerékpár rugóit himbák kötötték össze. Az önállóan rugózó hátsó futótengely (a két hordrugó egymással volt összekötve) terhelése mindössze 7,5 t volt.
A mozdonysátor jellegzetes, elegáns Gölsdorf-stílusban készült és rajta elöl egy-egy szögletes forgóablakot alakítottak ki, mely fölé védőernyőt szereltek, míg oldalra tolóablakok kerültek.

### Segédberendezések
A mozdonyra két 21″-os Hardy-rendszerű 1902. évi típusú légűrfékhengert szereltek. A féktuskók a mozdony hajtott kerékpárjait elölről fékezték, míg a futókerékpárok fékezetlenek voltak. A féktuskónyomás a tapadási súly 60%-a volt. A sebességet egy, a hátsó futókerékpárról meghajtott 12 másodperces Haushälter-rendszerű sebességmérő mérte. A gőzben lévő alkatrészek kenéséről egy hatnyílású Friedmann-rendszerű KD jelű dugattyús melegalkatrész-kenőszivattyú gondoskodott. Kedvezőtlen tapadási viszonyok esetén Gresham–Rihosek-rendszerű, gőzzel működtethető homokoló juttatott homokot a kapcsolt kerékpárok elé. A mozdonyokat hagyományos bajor rendszerű nagynyomású gőzfűtési berendezéssel látták el, Foster-rendszerű nyomáscsökkentő szeleppel kiegészítve.

### Szerkocsi
A 329 sorozatú mozdonyokhoz a kkStB egyik szabványos háromtengelyes szerkocsitípusát, a 76 sorozatú szerkocsit kapcsolták.

## Sorozatgyártás és további pályafutásuk
A kkStB 1907–1909 között összesen 93 db 329 sorozatú mozdonyt vásárolt. A járművek közül
- 14 db-ot a Floridsdorfi Mozdonygyár,
- 27 db-ot a prágai Első Cseh–Morva Gépgyár,
- 20 db-ot a Bécsújhelyi Mozdonygyár,
- 32 db-ot az ÁVT Gépgyára készített.

1909-től a mozdonyok túlhevítővel felszerelt változatát, a 429 sorozatot szerezték be. A fent már említett vonal gyors- és személyvonatainak továbbításán kívül a típussal a nem sokkal azelőtt állami kezelésbe vett Kaiser Ferdinands-Nordbahn (KFNB) hálózatán pedig 750 tonnás gyorsteher- és 1150 tonnás tehervonatokat továbbítottak. Az első világháború kitörésekor az alábbi fűtőházaknál szolgáltak:
- Görz (ma: Gorizia): 15 db,
- Iglau (ma: Jihlava): 9 db,
- Friedek (ma: Frýdek-Místek): 6 db,
- Laun (ma: Louny): 10 db,
- Bécs II: 2 db
- Budweis I (ma: České Budějovice): 3 db,
- Bécs Ost: 5 db,
- Lemberg (ma: Lviv): 10 db,
- Prága-Bubna: 3 db,
- Jägerndorf (ma: Krnov): 4 db,
- Pilsen (ma: Plzeň): 1 db,
- Mährisch Ostrau (ma: Ostrava): 6 db,
- Eger (ma: Cheb): 4 db,
- Lundenburg (ma: Břeclav): 10 db,
- Stanislau (ma: Ivano-Frankivszk): 3 db és
- Rzeszów: 2 db.

Két 329-est szerzett be a Bécsújhelyi Mozdonygyártól a k. u. k. Militärbahn is a Banja Luka–Doberlin (Dobrljin) vonalára, 61–62 pályaszámokkal. Mivel a mozdonyok legnagyobb tengelyterhelését 13,8 tonnában korlátozták, ezért a rugózás eltérő beállításával a kapcsolt tengelyek terhelésének egy részét a futótengelyekre helyezték át.
Az első világháború alatt két mozdony orosz hadizsákmány lett. A megmaradt mozdonyok közül a háborút követően a kkStB mozdonyállagának felosztása után a 329-esek közül
- 20 db a BBÖ-höz,
- 38 db a ČSD-hez,
- 21 db a PKP-hez,
- 4 db az SHS-hez,
- 7 db az FS-hez,
- 1 db Oroszországba került.

### Sorsuk az utódállamoknál

#### Ausztria
Ausztriában a BBÖ a mozdonyokat eredeti sorozat- és pályaszámaikon üzemeltette tovább, Wien Ost fűtőházhoz állomásítva. A karbantartásigényes gőzszárítót a mozdonyokból fokozatosan kiszerelték. A hatásfok javítására a sorozat mozdonyaira Dabeg-rendszerű tápvíz-előmelegítőt szereltek. 1927–1932 között hat 329-est töröltek a BBÖ állagából. Az Anschlusst követően a még meglévő példányok a DRB-hez kerültek, ahol a 35 101–114 pályaszámokat kapták. A DRB racionalizálási intézkedése értelmében a mozdonyokat 1941-ben a PKP-eredetű (lásd lejjebb) társaik mellé, a krakkói igazgatósághoz állomásították. A háború után egyetlen példány sem került vissza osztrák földre.

#### Csehszlovákia
A Csehszlovák Államvasutak az első években szintén a korábbi sorozat- és pályaszámokon üzemeltette a járműveket. A Monarchia vasúttársaságai járműparkjának végleges felosztása után, 1925-ben bevezetett jelölési rendszerben a mozdonyok számára a 354.650–87 pályaszámokat jelölte ki, azonban ténylegesen csak a 354.650–84 pályaszámokat adták ki. Ennek oka, hogy a ČSD még 1925-ben elkezdte a sorozat mozdonyainak átépítését iker-túlhevítős kivitelűre, a kkStB 429.900 sorozat mintájára. Így az ebben az évben elkészült három korszerűsített példányt a 354.601–03 pályaszámokkal adták ki a műhelyből. A többi 35 mozdony átalakítása 1931-ig készült el és ezzel egy időben pályaszámuk 354.604–38-ra változott. A szerkocsik sorozatjele 414.0 lett. Az átalakítás során a mozdonyok kisfüstcsöves Schmidt-túlhevítőt, belső beömlésű hengeres tolattyúkat, egyvezetékes keresztfejet, légnyomásos féket és villanyvilágítást kaptak. A füstszekrényt a túlhevítőkamra helyigénye miatt kismértékben meghosszabbították, a kétszárnyú füstszekrényajtót a ČSD-nél szokásos központi zárású, domború kivitelre cserélték ki. A jól sikerült átépítés után a mozdony indikált teljesítménye elérte az 1220 lóerőt. A mozdonyok honállomása Plzen, Brno (Brünn) és Olomouc (Olmütz) lett, ahonnan kiindulva személyvonatokat továbbítottak.
A Szudétavidék 1938-as átadása előtt a ČSD az itt szolgáló 6 db 354.6-ost az ország belsejébe menekítette. A megszállás után a DRB követelte ezen mozdonyok átadását, melyek rövid ideig hozzá is kerültek, azonban a megállapodások nyomán még 1938 decemberében visszaadta mindegyik példányt. A 354.6 sorozat ez után teljes létszámban a Cseh–Morva Protektorátus vasútjához a ČMD-BMB-hez került, majd a háború után az újra megalakult ČSD vette őket állagba. A járművek pályaszáma végig változatlan maradt. A típus utolsó példányait 1968-ban vonták ki a forgalomból.

#### Lengyelország
A PKP-hez került mozdonyok az Ol11-1–21 pályaszámokat kapták és továbbra is a korábbi területükön, az egykori Nordbahnon közlekedtek. A második világháború alatt a még meglévő 19 db a DRB-hez került, ahol a 35 115–133 pályaszámokat kapták. A háború után 7 db lengyel és 4 db BBÖ-eredetű mozdony került a PKP-hez, ahol a pályaszámtartomány tömörítésével Ol11-1–11 számokon üzemeltek tovább.

#### Jugoszlávia
Az SHS utódjánál, a JDŽ-nél a mozdonyok 1933-tól a 107-005–008 pályaszámokon üzemeltek tovább és szlovén területen személyvonatokat továbbítottak.

#### Olaszország
Az FS a mozdonyokat 687.001–007 pályaszámokkal sorozta be állagába és továbbra is Gorizia (Görz) környékén közlekedtek.

## A típus története Magyarországon
Idehaza a 14 tonna tengelyterhelésű pályáin közlekedő gyors- és személyvonatok továbbítására az 1900-as évek közepén még mindig csak a két kapcsolt kerékpárú, 2'B tengelyelrendezésű Ie. osztályú (később 222 sorozatú) és a még kisebb teljesítményű Ia. osztályú (később 220 sorozatú) mozdonyok álltak rendelkezésre, a frissen forgalomba állított IIIs. osztályú (később 322 sorozatú) 1'C1' tengelyelrendezésű mozdonyokat pedig nagy folyóméter-tömegük miatt csak a nagyobb terhelésű felépítménnyel rendelkező két bécsi és zsolnai vonalon való közlekedésre engedélyezték. A vonatok terhelésének növekedése különösen súlyos helyzetet teremtett többek között a Budapest–Kolozsvár–Brassó vonalon, ahol a Nagyvárad–Tövis szakaszon már előfogattal sem voltak képesek a menetrendet tartani. A Magyar Királyi Állami Vasgyárak ekkoriban jelentősen kiterhelt kapacitásokkal dolgozott, ezért rövid határidőre sem új mozdony tervezését, sem gyártását nem tudta vállalni. Ezért a Papp János vezette MÁV Gépészeti Főosztály osztrák mozdonygyárakat keresett meg megfelelő mozdonyok rövid határidejű szállításának igényével. Ekkoriban a kkStB rendeléseinek hiánya miatt az osztrák gyárak a 329 sorozatot készletre gyártották, illetve éppen összeszerelés alatt álltak, így nem volt akadálya, hogy e mozdonyokat – megfelelő módosítások után a MÁV vásárolhassa meg. A MÁV 1908 szeptemberében 40 mozdonyt rendelt meg, az első példányoknál mindössze három hónapos szállítási határidővel.

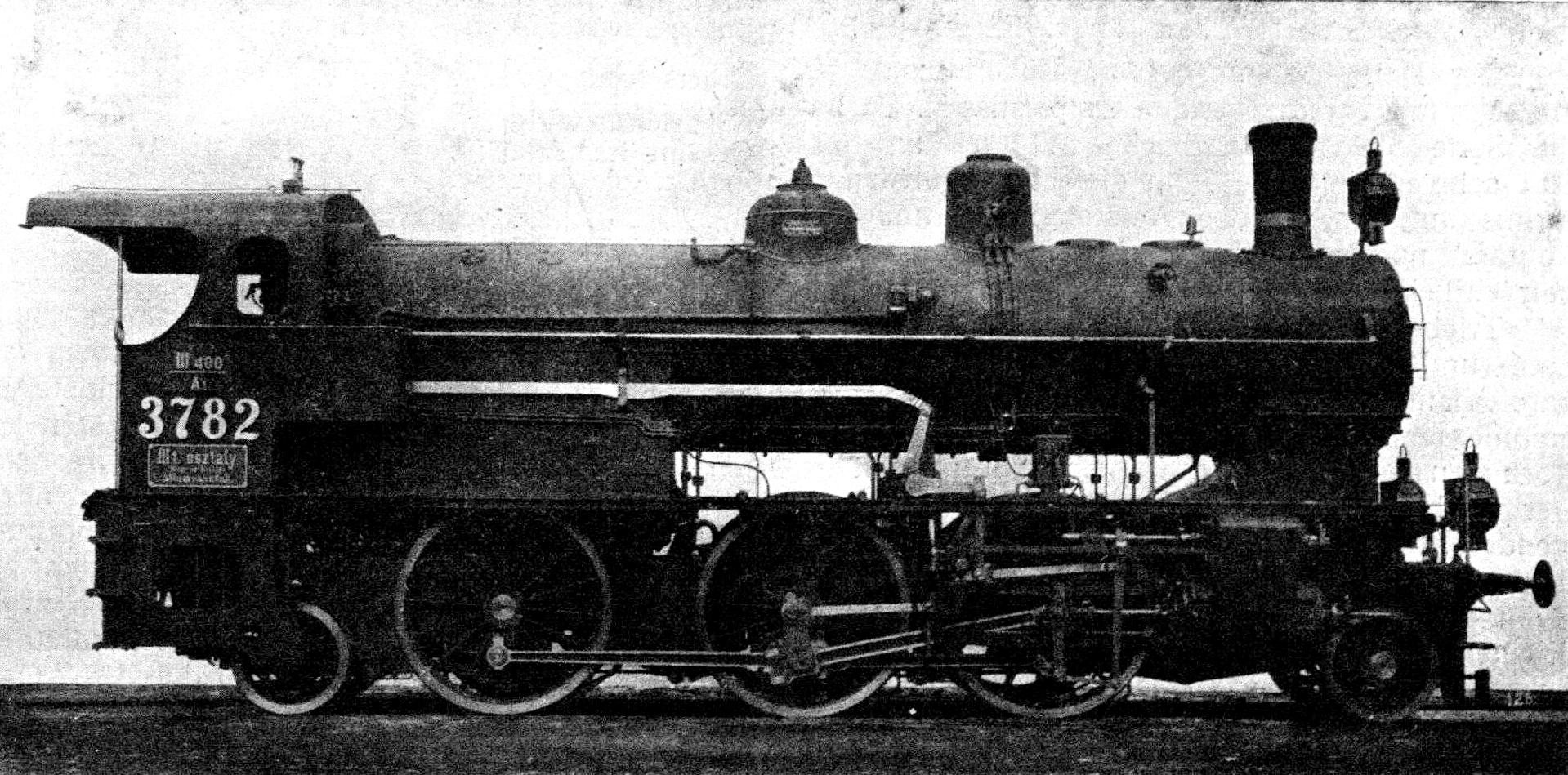
A MÁV IIIt. osztályú 3782 pályaszámú mozdonya

A módosítások legnagyobb része a fékberendezést érintette: a MÁV ugyanis a kkStB-vel szemben a légnyomásos fékezést alkalmazta. A két légűrfékhenger helyett egy 15″-os Westinghouse-rendszerű légfékhengert szereltek föl, a féktuskók pedig a kapcsolt kerékpárokat hátulról fékezték. A féktuskók nyomása a tapadási tömege 60%-a lett. A gőzzel működő homokoló helyett MÁV-rendszerű sűrített levegővel működtetett homokoló berendezést szereltek fel, a homokot pedig egy, a második kazánövön elhelyezett homoktartályban tárolták. A tapadós magyarországi szenek miatt a rostély első részét buktathatóvá alakították. Az átalakítások a mozdony tömegét 1,4 tonnával növelték meg.
A negyven mozdonyt 1909. február 1-jéig hiánytalanul leszállították. A mozdonyok a IIIt. osztályjelzést és a 3751–3790 pályaszámokat kapták. Az osztrák társaikéval közel azonos szerkocsik osztályjele és pályaszáma megegyezett a hozzá tartozó mozdonyéval. Érdekes módon a hadijelük eltért osztrák társakétól:  {\displaystyle {\tfrac {\mathrm {III\ 400} }{\mathrm {A} _{1}}}}  lett.
A mozdonyok közül
- a Floridsdorfi Mozdonygyár, a Bécsújhelyi Mozdonygyár és az ÁVT Gépgyára 11-11 db-ot,
- míg prágai Első Cseh–Morva Gépgyár 7 db-ot szállított.

1909. közepén újabb 25 db-ot rendeltek, melyeket a 3791–3815 pályaszámokkal állítottak forgalomba. E mozdonyok közül
- a Floridsdorfi Mozdonygyár, a Bécsújhelyi Mozdonygyár és az ÁVT Gépgyára 7-7 db-ot,
- míg prágai Első Cseh–Morva Gépgyár 4 db-ot készített.

### Üzemük az első világháború végéig
A IIIt. osztályú mozdonyok első példányai Kolozsvár fűtőházhoz kerültek, ahonnan 275-300 tonnás személy- és gyorsvonatokat továbbítottak Nagyváradtól Kolozsváron át Tövisig, majd később Segesvárig és Brassóig. További példányokat a Dombóvár–Zágráb–Cameral-Moravica vonal személyszállító vonataihoz osztottak be, a többi pedig Budapest-Nyugati, Brassó és Temesvár fűtőházakhoz kerültek a már említett cameralmoravicai és a Budapest–Brassó vonal legfontosabb személy- és gyorsvonatainak továbbítására.
A mozdonysorozat bemutatkozása a MÁV-nál nem volt zökkenőmentes. A gőzszárító fejlesztett gőz magas hőmérséklete miatt a tömszelencék átfújtak, a tolattyúk gyakran berágódtak. A nagynyomású hengerekben túl magas értékű kompressziót tapasztaltak, melyet 1910-től a tolattyútükrök átalakításával és külön edények felszerelésével a hengerek káros térfogatát megnövelve csökkentettek elfogadható mértékűvé. Az átalakított gépezettel összehasonlító próbákat is tartottak a Budapest–Érsekújvár–Pozsony vasútvonalon. A kísérleti vonatok egy része 17–23 tengelyes (300–400 t tömegű) és 70 km/h alapsebességű, más részük 47–51 tengelyesek (kb. 700–750 t tömegű) és 55 km/h alapsebességű volt. A 3791 pályaszámú mozdony az előbbi vonatok továbbítása során a szerkocsi vonóhorgán 450–475 effektív lóerőt, utóbbi vonatok esetén 510–540 effektív lóerőt fejtett ki. A gépezet indikált teljesítménye elérte a 920 LE-t.
A műszaki problémáknak is köszönhető, hogy a IIIu. osztályú (később 324 sorozatú) mozdonyok nagyobb számú megjelenésével a IIIt. osztályú gépek elkerültek a személyszállító vonatok éléről és  Budapest-Ferencváros és Győr fűtőházakhoz állomásítva a Budapest–Hegyeshalom, a Budapest–Dombóvár és a Budapest–Szabadka vasútvonalak gyorsteher- és tehervonatait továbbították.
1911-ben a mozdonyok a 323,001–065 sorozatjelet és pályaszámokat, a szerkocsik a T jellegmegjelölést, valamint a hozzájuk tartozó mozdony sorozatjelét és pályaszámát (T323,001–065) kapták.
A mozdonyok nagyjavítását az Északi Főműhely végezte.
A 323 sorozatú mozdonyok MÁV által engedélyezett vonatterheléseit az alábbi táblázat szemlélteti:
| A 323 sorozatú mozdonyok engedélyezett vonatterhelései | A 323 sorozatú mozdonyok engedélyezett vonatterhelései | A 323 sorozatú mozdonyok engedélyezett vonatterhelései | A 323 sorozatú mozdonyok engedélyezett vonatterhelései | A 323 sorozatú mozdonyok engedélyezett vonatterhelései | A 323 sorozatú mozdonyok engedélyezett vonatterhelései | A 323 sorozatú mozdonyok engedélyezett vonatterhelései |
| Pálya- emelkedés                                       | 30 km/h                                                | 40 km/h                                                | 50 km/h                                                | 60 km/h                                                | 70 km/h                                                | 80 km/h                                                |
| ------------------------------------------------------ | ------------------------------------------------------ | ------------------------------------------------------ | ------------------------------------------------------ | ------------------------------------------------------ | ------------------------------------------------------ | ------------------------------------------------------ |
| 0– 3‰                                                  | 1120 t                                                 | 860 t                                                  | 655 t                                                  | 445 t                                                  | 325 t                                                  | 255 t                                                  |
| 3– 5‰                                                  | 935 t                                                  | 765 t                                                  | 605 t                                                  | 410 t                                                  | 320 t                                                  | 250 t                                                  |
| 5– 7‰                                                  | 760 t                                                  | 665 t                                                  | 535 t                                                  | 410 t                                                  | 315 t                                                  | 250 t                                                  |
| 8–10‰                                                  | 525 t                                                  | 485 t                                                  | 405 t                                                  | 340 t                                                  | 275 t                                                  | 220 t                                                  |
| 14–16‰                                                 | 305 t                                                  | 300 t                                                  | 275 t                                                  | 240 t                                                  | 200 t                                                  | 165 t                                                  |
| 25‰                                                    | 145 t                                                  | 145 t                                                  | 145 t                                                  | 145 t                                                  | 135 t                                                  | 115 t                                                  |

### Átalakítások
A gőzszárító által termelt aránylag nagy, 230 °C körüli hőmérsékletű gőze problémákat okozott a síktolattyúk kenésénél, így a tolattyúk gyakran berágódtak. A probléma a orvoslására a nagynyomású hengerek síktolattyúit a gőzhengerek megújításakor 270 mm átmérőjű külső beömlésű hengeres tolattyúkra cserélték a túlfedések értékeinek változatlanul tartása mellett. A gőzszárító a MÁV üzemében sem vált be: a középső csőfalat szinte lehetetlen volt tökéletesen tömíteni, emellett a gőzszárító javítása nehézkes és költséges is volt. Ezért a gőzszárítót kiszerelték és a tűzcsöveket immár teljes hosszukban víz borította. A gőzszabályozót a gőzdómba helyezték át, a búvónyílásokat pedig megszüntették. A telített gőzű kivitelre való átalakítás a még meglévő kenési problémákat is megoldotta, cserébe természetesen csökkent a teljesítmény és megnőtt a fogyasztás.

### Az első világháború után
A vesztes első világháború után az elszakított területeken maradt, majd a tanácsköztársaság bukását követő román megszállás során elhurcolt járművek között a 323 sorozatú  mozdonyok nagy része is a határokon túlra került. Az amúgy is erősen megcsappant állományból a trianoni békeszerződés következtében 1924. végéig még további 2 db 323-ast kellett átadni. A mozdonyok végső eloszlása az alábbiak szerint alakult:
- MÁV: 26 db
- CFR: 35 db
- SHS: 4 db

A megmaradt mozdonyokat a MÁV 1926. január 1-jétől új pályaszámcsoportokba tervezte sorolni. Az itt maradt 26 db mozdony kijelölt pályaszámtartománya a 323,301–326 volt. Az átszámozást végül nem hajtották végre.
Valamennyi mozdony Budapest-Ferencváros fűtőház állományában szolgált. 
A mozdonyok havi átlagos futásteljesítménye az 1930-as évek közepén viszonylag alacsony, 1501 km volt.
A 323-asokat a MÁV többi korszerű mozdonyához hasonlóan a hatásfok javítására Friedmann–Metcalfe-rendszerű LF osztályú X/10. számú fáradtgőz-lövettyűvel látta el, melyet a bal oldali frissgőz-lövettyű helyére szerelték fel. A típus mozdonyait 50 mm-es tolattyús kazánlefúvató-váltóval is ellátták. A Duna–Száva–Adria Vasút mozdonyain alkalmazott kivitelt átvéve 1934-től a dugattyúrudakra a jóval olcsóbb és kevesebb karbantartást igénylő D.S.A.-rendszerű öntöttvas tömítések kerültek.
1940-ig összesen húsz mozdonyra hengeres tolattyús nagynyomású gőzhengert szereltek. A tolattyúgyűrűket 1938-tól keskenygyűrűs kivitelűre cserélték (illetve ötöt már eleve ilyenre készítettek). Ez utóbbiakat kosaras tolattyúlégszeleppel és üresjárati nyomáskiegyenlítő váltóval is ellátták.

#### Románia
A CFR a mozdonyokat az eredeti, MÁV-sorozatjel és pályaszámok megtartásával üzemeltette tovább. Honos fűtőházuk Kolozsvár, Nagyvárad, Szatmárnémeti, Zsibó és Székelykocsárd (Székelyföldvár) voltak, ahonnan személy- és vegyesvonati szolgálatot teljesítettek.

#### Jugoszlávia
Az SHS utódjánál, a JDŽ-nél a mozdonyok 1933-tól a 107-001–004 pályaszámokon üzemeltek tovább.

### „Repartíciós” mozdonyok és a második világháború évei
A MÁV mozdonyállaga – így a 323 sorozatú mozdonyok száma is – bővült a Bácska visszacsatolása következtében. Így a JDŽ-től a még abban az évben megszületett Római Egyezmény alapján mind a négy db MÁV-eredetű, valamint a másik négy, kkStB-eredetű (azaz volt 329 sorozatú) mozdony is a MÁV-hoz került.
Valamennyi MÁV-eredetű mozdony az eredeti MÁV-pályaszámát kapta vissza, míg az osztrák származásúak közül hármat az utolsó kiadott MÁV-mozdonyszámot követő 323,066–068, egyet pedig – vélhetően azért, mert még a régi osztrák légűrfékkel volt felszerelve – a 323,1006 pályaszámmal látta el. A telített gőzű 323-asok 1943-ban változatlanul Budapest-Ferencváros fűtőházhoz tartozott. A tapasztalatok szerint a mozdonyok a háború éveiben 100 elegytonna-kilométerenként 8,6–8,76 kg szenet és 7,5 gramm meleg-, illetve 17,2 gramm hidegkenő-olajat fogyasztottak.

### A második világháború végén
A harcok befejezése és az országhatárok 1945. júniusi „megszilárdulása” után a MÁV-cégjelű 323 sorozatú mozdonyok közül 21 db maradt csak az újra hivatalossá vált trianoni határok között. Ezek közül 10 db volt működőképes.
 
Két mozdony „roncs”, azaz erősen sérült, hiányos állapotú volt, de a többi működésképtelen példányról is hiányoztak kisebb armatúrák, sőt akár komolyabb gépelemek is.
A tizenöt 323-asra a Vörös Hadsereg „T–CCCP” hadizsákmány-jele (T=трофейный, azaz zsákmány) került.

#### A „restitúció”
Már 1945-ben megkezdődtek az egyes országok között kisebb járműcserék, mely az idegen eredetű mozdonyok korábbi (alapvetően a háború és a repartíciók előtti) tulajdonosa részére történő visszaszolgáltatást jelentette. 1946 áprilisáig két 323-as került haza osztrák területről, míg a MÁV 1945 decemberében és 1946 februárjában egy-egy példányt adott vissza a CFR-nek. A háború után az országgyarapodás és a harci cselekmények során állagba került járműveket bizonytalan jogi státuszuk miatt a MÁV elkülönítve tartotta nyilván. Így például 1946-ban 
- 16 db törzsállagba tartozó[8] (ebből 12 db „T-jelű”),
- 5 db jugoszláv (ebből 3 db „T-jelű”)

323-as volt megtalálható a hazai hálózaton, melyek közül 16 db Rákos, 3 db Ferencváros, 2 db Nagykanizsa honállomású volt.
Az 1947-ben megkötött magyar-szovjet járműegyezmény nyomán a területi revíziók előtt is magyar tulajdonban volt járművekről a „T”-jelet eltávolíthatták.

#### Az „új” példányok
A hazánkban maradt, eredetileg repartíciós mozdonyok közül a „T”-jellel el nem látott példányokat, vagyis 2 db 323-ast 1948-ban a MÁV úgynevezett szabványosító átalakításnak vetett alá, melynek deklarált célja az volt, hogy a mozdonyok lehetőség szerint azonos kivitelűek legyenek a végig a MÁV-nál szolgált példányokkal (pl. a szomszéd vasutak által végrehajtott átalakítások eltüntetése, magyar nyelvű feliratok alkalmazása). Ezeket a mozdonyokat új pályaszámokkal látták el: roncs állapotú 323,066-ot az újra Jugoszláviába került mozdonyokkal (lásd lejjebb) újra szabaddá vált 323,068-ra átszámozva építették újjá, míg a szintén 1941-ben hazánkba került, de eredetileg MÁV-os 323,018-at a korábban nem kiadott 069 pályaszámra számozták. Valójában az átszámozásnak a célja ezen bizonytalan státuszú mozdonyok MÁV-törzsállományba való átmozgatása, egyben a szomszéd országok előli „elrejtése” volt.

### Az ötvenes évek, vendégségben a GYSEV-nél
1952-től a vörösréz tűzszekrényeket 12 mm (illetve a csőfalnál 17 mm) vastag lágyacéllemezekből hegesztéssel készült kivitelre cserélték.
A második világháború után a GYSEV fővonalán a forgalom jelentősen megnövekedett, melyet a tényleges [[államosítás]]t elkerülő társaság elavult mozdonyállományával nem lehetett lebonyolítani. Ezért négy C-tengelyelrendezésű Sigl, illetve Sigl-jellegű mozdonyt 1950. december végén a GYSEV kölcsönadott a MÁV-nak, mely cserébe 3 telített gőzű 323-ast és egy túlhevítős (323,9 sorozatú) mozdonyt adott bérbe a magánvasútnak. A többi 323-as közül 1951-ben 13 db mozdony Rákos, 5 db Debrecen honállomású volt.
A háború alatt a GYSEV állagába több olyan osztrák és német eredetű mozdony került, melynek tartós üzemeltetése gazdaságtalan lett volna, viszont jó cserealapot biztosíthatott a MÁV részére, hogy a nyugatra került mozdonyait hazakérje. Ezért a GYSEV 1951-ben tíz idegen eredetű mozdonyát Ausztriának adta át, az osztrákok cserébe a MÁV-nak adtak vissza magyar eredetű járműveket, a GYSEV pedig a MÁV állagából egy 420 sorozatú és 7 db 323 sorozatú mozdonyhoz jutott. 1952-ben két német eredetű GYSEV-mozdonyért a MÁV egy 410 és további két 323 sorozatú mozdonyát adta át. Ezzel a GYSEV 9 db saját tulajdonú és három bérelt 323-assal rendelkezett.
A nyugati határszélen működő vasút azonban a 323-asokkal rossz tapasztalatokat szerzett, ezért a karbantartásigényes mozdonyok közül ötöt már 1953-ban elcserélt a négy iker-túlhevítős MÁV-324-esre. 1955-ben más mozdonyok mellett a bérelt 323-asok is elkerültek Sopronból, helyükre a teljesítőképesebb négy kapcsolt kerékpárú 403 és 410 sorozatú mozdonyok érkeztek. A típus GYSEV-vendégjátéka 1957-ben ért véget, amikor a megmaradt négy 323 sorozatú mozdonyt (két GYSEV Ig. osztályú, az egyetlen 410-es és 420-as mellett) 8 db 324 és 6 db 403 sorozatú mozdonyért cserébe átadták a MÁV-nak.

### A vég
Az elavult mozdonyokra ekkor már nem várt hosszú szolgálat. A járművek kazánjainak kora is közelítette az 50 éves élettartam-határt és új kazánok beépítése már nem látszott célszerűnek, így megkezdődött a típus tömeges kivonása, melyet néhány év alatt teljesen be is fejeztek:
- 1959-ben 7 db mozdony selejteztek, kettőt pedig az Ózdi Kohászati Üzemeknek adtak el,
- 1960-ban 9 db,
- 1961-ben, 1962-ben és 1963-ban pedig 1–1 db 323 sorozatú mozdony került a selejtezőbizottságok elé.

#### Jugoszlávia
Jugoszláviához 3 db JDŽ-eredetű 323-as került vissza, melyek korábbi pályaszámaikat kapták vissza. Ezen kívül további hat MÁV-mozdonyt nyilvánítottak hadizsákmánnyá, melyeket a JDŽ 107-009–014 pályaszámokkal sorozat be állagába.

#### Csehszlovákia
A második világháború után északi szomszédunknál a már említett korszerűsítésen átesett 354.6-osok egészen 1970-ig közlekedtek.

## Összehasonlító táblázat
| 0                               | 1 | 2 | 3                                 |
| ------------------------------- | --- | --- | --------------------------------- |
| Pályaszám                       | kkStB 329.01–93 kukMB 61–62 →ČSD 329.01..91 →SHS 329.02..87 →PKP 329.12..89 →ČSD 354.650–84 →PKP Ol11-1–21 →JDŽ 107-005–008 →DRB 35 119–133 →MÁV 323,066–068 →MÁV 323,1006 →MÁV 323,069 →PKP Ol11-1–11 →GYSEV 323,069 | MÁV 3751–3815 →MÁV 323,001–065 →CFR 323.001..063 →SHS 323,010..019 →JDŽ 107-001–004 →GYSEV 323,003..055 →JŽ 107-009–014 | →ČSD 354.601–38 →ČMD 354.601–38   |
| Gyártó                          | WLF, Floridsdorf; Lf. v. Sigl, Bécsújhely; Mf. d. StEG, Bécs; BMMF, Prága | WLF, Floridsdorf; Lf. v. Sigl, Bécsújhely; Mf. d. StEG, Bécs; BMMF, Prága                                               | -                                 |
| Gyártásban                      | 1907–1909 | 1907–1909 | –                                 |
| Darabszám                       | kkStB: 93 db kukMB: 2 db | MÁV: 65 db |                                   |
| Jelleg                          | 1'C1'–t2v | 1'C1'–t2v | 1'C1'–h2                          |
| Üres tömeg                      | 54,2 t | 55,54 t | .. t                              |
| Szolgálati tömeg                | 59,7 t | 61,04 t | 60,4 t                            |
| Szolgálati tömeg szerkocsival   | 97,04 t | 94,4 t |                                   |
| Tapadási tömeg                  | 43,0 t | 43,2 t | 43,2 t                            |
| Legnagyobb tengelyterhelés      | 14,4 t | 14,4 t | 14,4 t                            |
| Fékek típusa                    | légűr Hardy-rendszerű 1902. típusú önműködő gyorsfék | légnyomásos Westinghouse-rendszerű önműködő                                                                             | Westinghouse/ Božič               |
| Átmenő fék                      | légűr Hardy-rendszerű 1902. típusú önműködő gyorsfék | légnyomásos Westinghouse-rendszerű önműködő gyorsfék                                                                    | Westinghouse/ Božič               |
| Hengerek átmérője               | – | – | 480 mm                            |
| Nagynyomású hengerek átmérője   | 450 mm | 450 mm | –                                 |
| Kisnyomású hengerek átmérője    | 690 mm | 690 mm | –                                 |
| Túlhevítés                      | Gölsdorf–Clench-gőzszárító | Gölsdorf–Clench-gőzszárító                                                                                              | Schmidt-rendszerű, nagyfüstcsöves |
| Gőznyomás                       | 15 bar | 15 bar | 13 bar                            |
| Tűzcsövek száma                 | 218 db | 218 db | .. db                             |
| Füstcsövek száma                | – | – | .. db                             |
| Füstcsövek belső/külső átmérője | – | – | .. mm                             |
| Tűzcsövek hossza                | 4 400 mm | 4 400 mm | 4 400 mm                          |
| Csőfűtőfelület                  | 107,6 m² | 107,6 m² | 129,9 m²                          |
| Túlhevítőfelület                | 45 m² | 45 m² | 45,7 m²                           |
| Teljesítmény                    | 650 LE | 650 LE |                                   |
| Gépezeti vonóerő                | 79,76 kN | 79,76 kN | 78,65 kN                          |
| Tapadósúlyból számított vonóerő | 67,49 kN | 67,81 kN | 67,81 kN                          |
| Szerkocsi típusa                | 76 (→ČSD 414.0) | T | ČSD 414.0                         |